# Karl Friedrich Weber
Karl Friedrich Weber (* 6. Mai 1794 in Weimar; † 11. Oktober 1861 in Marburg) war ein deutscher Klassischer Philologe, der als Gymnasiallehrer und zuletzt als Professor der Klassischen Philologie und Eloquenz an der Philipps-Universität Marburg wirkte (1852–1861).

## Leben
Karl Friedrich Weber war der Sohn des Stiftspredigers Georg Gottlieb Weber (1744–1801). Er besuchte die Klosterschule zu Roßleben und das Gymnasium zu Weimar. Dort entwickelte er Interesse an den Alten Sprachen, studierte aber nach der Reifeprüfung (1814) dennoch zunächst Rechtswissenschaft und Philosophie (an der Universität Jena). Nach einem Semester wechselte er zur Klassischen Philologie, die in Jena von Ferdinand Gotthelf Hand vertreten wurde. Ab Ostern 1815 studierte Weber an der Universität Leipzig bei den berühmten Philologen Christian Daniel Beck und Gottfried Hermann; Hermann nahm ihn auch in das philologische Seminar und in seine societas Graeca auf. Das Sommersemester 1817 verbrachte Weber wieder in Jena. Im Februar 1818 wurde er in Leipzig zum Dr. phil. promoviert.
Nach dem Studium unternahm Weber Bildungs- und Erholungsreisen nach Süddeutschland, Österreich, Italien und in die Schweiz. Dort arbeitete er eineinhalb Jahre als Lehrer für Latein, Griechisch und Geschichte an einem privaten Erziehungsinstitut. 1820 kehrte er nach Weimar zurück und wurde im Dezember zum Konrektor des Stiftsgymnasiums in Zeitz ernannt. Im Herbst 1826 wechselte er an das Gymnasium zu Darmstadt als Professor und Hauptlehrer der zweiten Klasse. Im Januar 1836 wurde er als Nachfolger von Nathanael Cäsar zum Direktor des 1779 gegründeten und 1835 zum Progymnasium herabgestuften Lyceums zu Kassel ernannt. Den dortigen Streit zwischen der Stadtschule und dem Progymnasium löste das Schulamt, indem es die Anstalten 1840 zum Lyceum Fridericianum zusammenfasste. Für seine Verdienste erhielt er 1841 das Ritterkreuz des Hausordens vom Goldenen Löwen, die höchste Auszeichnung des Kurfürstentums Hessen.
Obwohl er im fortgeschrittenen Alter stand, ergab sich 1852 Webers Wechsel aus dem Schulwesen an die Universität. Durch seine Arbeit am Gymnasium wie durch wissenschaftliche Veröffentlichungen gleichermaßen ausgewiesen, erschien Weber der hessischen Landesregierung als geeigneter Nachfolger des verstorbenen Philologieprofessors Theodor Bergk an der Philipps-Universität Marburg. Hier wirkte Weber bis zu seinem Tod als Professor der Klassischen Philologie und der Eloquenz. In letzterer Eigenschaft gab er auch die Vorlesungsverzeichnisse der Universität heraus.
Weber starb am 11. Oktober 1861 nach schwerer Krankheit.

## Schriften (Auswahl)
- Marci Annaei Lucani Pharsalia. Drei Bände, Leipzig 1821–1831
- Carmina Anicii Manlii Torquati Severini Boethii Graeca conversa per Maximum Planudem. Darmstadt 1833
- Geschichte der städtischen Gelehrtenschule zu Cassel von 722–1599. Kassel 1843
- Fragmentum Anicii Manlii Torquati Severini Boethii de arithmetica et Epigrammata Gerberti. Kassel 1847
- De Latine scriptis quae Graeci veteres in linguam suam transtulerunt, particula II. Kassel 1848
- De Latine scriptis quae Graeci veteres in linguam suam transtulerunt, particula III. Kassel 1850
- De Latine scriptis quae Graeci veteres in linguam suam transtulerunt, particula IV. Kassel 1852
- Commentatio de codice Statii Cassellano. Marburg 1853
- Vita Aemilii Porti. Marburg 1854
- Dissertatio de agro et vino Falerno. Marburg 1855
- Incerti auctoris carmen panegyricum in Calpurnium Pisonem. Marburg 1859